# Henry Axelsson
Henry Axel Werner Axelsson, född 21 juli 1911 i Sorunda i Stockholms län, död 10 mars 2001 i Katarina församling i Stockholm, var en svensk konstnär.
Han var son till Axel Vilhelm Andersson och Frida Andersson. Han studerade vid Tekniska skolan men räknade sig själv som autodidakt. Han medverkade i Sveriges allmänna konstförenings höstsalonger och i HSB utställningen God konst i alla hem, tillsammans med Tore Wideryd ställde han ut i Örebro 1947. Hans konst består av landskapsmålningar med vintermotiv och miljöbilder från Stockholms ytterkanter vanligtvis utförda i olja. Henry Axelsson är begravd på Skogskyrkogården i Stockholm.